# Ethel Turner
Pour les articles homonymes, voir Turner.
Ethel Turner (née Ethel Mary Burwell le 24 janvier 1870 à Doncaster et mort le 8 avril 1958 à Mosman) est une romancière australienne spécialisée en littérature d'enfance et de jeunesse. Elle a écrit aussi sous le nom de plume Dame Durden.

## Biographie
Son œuvre la plus connue est son premier roman, Seven Little Australians (en) (1894), considéré comme un classique de la littérature australienne pour enfants.
Elle est la sœur de Lilian Turner (en), également écrivaine. Le juge Herbert Curlewis (en) était son mari et de cet union naisse deux filles : Jean Curlewis (en), écrivaine, et Adrian Curlewis (en), avocat.